# Swiss Cycling

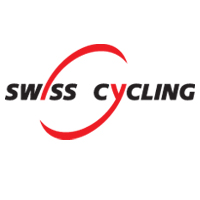
Logo de Swiss Cycling

A Swiss Cycling é a federação suíça de ciclismo. Criada em 1883, é membro do Union Cycliste Internationale e da União Europeia de Ciclismo. Federa 495 clubes e é proprietária da Tour de Berna e da Volta à Suíça.